# 300 î.Hr.

## Nașteri
- dată necunoscută: Menip  (d. 260 î.Hr.)

## Decese
- dată necunoscută: Lysippos sculptor antic grec (n. 390 î.Hr.)